# Bóng rổ tại Đại hội Thể thao châu Á 1982
Bóng rổ là một trong 21 bộ môn thể thao tổ chức tại Đại hội Thể thao châu Á 1982 ở New Delhi, Ấn Độ. Hàn Quốc đánh bại Trung Quốc trong trận giành giải vô địch và giành danh hiệu hạng 2 Đại hội Thể thao châu Á. Nó được tổ chức từ 19 tháng 11 đến 3 tháng 12 năm 1982.

## Huy chương giành được

### Bảng huy chương
| 1    | Trung Quốc (CHN) | 1 | 1 | 0 | 2 |
| 1    | Hàn Quốc (KOR)   | 1 | 1 | 0 | 2 |
| 3    | Nhật Bản (JPN)   | 0 | 0 | 2 | 2 |
| Tổng | Tổng             | 2 | 2 | 2 | 6 |

### Huy chương giành được
| Nội dung | Vàng             | Bạc              | Đồng           |
| -------- | ---------------- | ---------------- | -------------- |
| Nam      | Hàn Quốc (KOR)   | Trung Quốc (CHN) | Nhật Bản (JPN) |
| Nữ       | Trung Quốc (CHN) | Hàn Quốc (KOR)   | Nhật Bản (JPN) |

## Kết quả

### Nam

#### Vòng loại

##### Bảng A
| Team     | Pld | W | L |
| -------- | --- | - | - |
| Hàn Quốc | 2   | 2 | 0 |
| Kuwait   | 2   | 1 | 1 |
| Bahrain  | 2   | 0 | 2 |

| 21 tháng 11 |  | Kuwait | 111–83 | Bahrain |  | Jawaharlal Nehru Stadium, Delhi |

| 23 tháng 11 |  | Hàn Quốc | 103–76 | Kuwait |  | Jawaharlal Nehru Stadium, Delhi |

| 25 tháng 11 |  | Hàn Quốc | 106–70 | Bahrain |  | Jawaharlal Nehru Stadium, Delhi |

##### Bảng B
| Đội               | Pld | W | L |
| ----------------- | --- | - | - |
| Trung Quốc        | 2   | 2 | 0 |
| CHDCND Triều Tiên | 2   | 1 | 1 |
| Iraq              | 2   | 0 | 2 |

| 20 tháng 11 |  | Trung Quốc | 98–63 | Iraq |  | Jawaharlal Nehru Stadium, Delhi |

| 22 tháng 11 |  | Trung Quốc | vs. | CHDCND Triều Tiên |  | Jawaharlal Nehru Stadium, Delhi |

| 25 tháng 11 |  | CHDCND Triều Tiên | 86–64 | Iraq |  | Jawaharlal Nehru Stadium, Delhi |

##### Bảng C
| Đội       | Pld | W | L |
| --------- | --- | - | - |
| Nhật Bản  | 2   | 2 | 0 |
| Malaysia  | 2   | 1 | 1 |
| Nam Yemen | 2   | 0 | 2 |

| 20 tháng 11 |  | Nhật Bản | 131–40 | Nam Yemen |  | Jawaharlal Nehru Stadium, Delhi |

| 23 tháng 11 |  | Malaysia | vs. | Nam Yemen |  | Jawaharlal Nehru Stadium, Delhi |

| 25 tháng 11 |  | Nhật Bản | 67–59 | Malaysia |  | Jawaharlal Nehru Stadium, Delhi |

##### Bảng D
| Đội                                  | Pld | W | L |
| ------------------------------------ | --- | - | - |
| Philippines                          | 3   | 3 | 0 |
| Ấn Độ                                | 3   | 2 | 1 |
| Các Tiểu vương quốc Ả Rập Thống nhất | 3   | 1 | 2 |
| Bắc Yemen                            | 3   | 0 | 3 |

| 20 tháng 11 |  | Các Tiểu vương quốc Ả Rập Thống nhất | 121–44 | Bắc Yemen |  | Jawaharlal Nehru Stadium, Delhi |

| 21 tháng 11 |  | Ấn Độ | 98–59 | Các Tiểu vương quốc Ả Rập Thống nhất |  | Jawaharlal Nehru Stadium, Delhi |

| 22 tháng 11 |  | Philippines | vs. | Bắc Yemen |  | Jawaharlal Nehru Stadium, Delhi |

| 23 tháng 11 |  | Ấn Độ | 147–34 | Bắc Yemen |  | Jawaharlal Nehru Stadium, Delhi |

| 24 tháng 11 |  | Philippines | 109–81 | Các Tiểu vương quốc Ả Rập Thống nhất |  | Jawaharlal Nehru Stadium, Delhi |

| 23 tháng 11 |  | Philippines | 108–100 | Ấn Độ |  | Jawaharlal Nehru Stadium, Delhi |

#### Consolation round

##### Bảng 9-13
| Đôi                                  | Pld | W | L |
| ------------------------------------ | --- | - | - |
| Iraq                                 | 4   | 4 | 0 |
| Bahrain                              | 4   | 3 | 1 |
| Các Tiểu vương quốc Ả Rập Thống nhất | 4   | 2 | 2 |
| Nam Yemen                            | 4   | 1 | 3 |
| Bắc Yemen                            | 4   | 0 | 4 |

| 26 tháng 11 |                                | Iraq | 251–33 | Bắc Yemen |  | Jawaharlal Nehru Stadium, Delhi |
| 26 tháng 11 | Điểm giữa hiệp: 131-16, 120-17 |      |        |           |  | Jawaharlal Nehru Stadium, Delhi |

| 26 tháng 11 |  | Bahrain | 125–44 | Nam Yemen |  | Jawaharlal Nehru Stadium, Delhi |

| 27 tháng 11 |  | Bahrain | vs. | Bắc Yemen |  | Jawaharlal Nehru Stadium, Delhi |

| 27 tháng 11 |  | Các Tiểu vương quốc Ả Rập Thống nhất | 112–44 | Nam Yemen |  | Jawaharlal Nehru Stadium, Delhi |

| 28 tháng 11 |  | Iraq | 103–60 | Các Tiểu vương quốc Ả Rập Thống nhất |  | Jawaharlal Nehru Stadium, Delhi |

| 28 tháng 11 |  | Nam Yemen | 102–53 | Bắc Yemen |  | Jawaharlal Nehru Stadium, Delhi |

| 29 tháng 11 |  | Bahrain | 74–68 | Các Tiểu vương quốc Ả Rập Thống nhất |  | Jawaharlal Nehru Stadium, Delhi |

| 29 tháng 11 |          | Iraq | vs. | Nam Yemen |  | Jawaharlal Nehru Stadium, Delhi |
| 29 tháng 11 | walkover |      |     |           |  | Jawaharlal Nehru Stadium, Delhi |

| 1 tháng 12 |  | Iraq | 97–72 | Bahrain |  | Jawaharlal Nehru Stadium, Delhi |

| 1 tháng 12 |  | Các Tiểu vương quốc Ả Rập Thống nhất | vs. | Bắc Yemen |  | Jawaharlal Nehru Stadium, Delhi |

#### Vòng cuối
| Đội               | Pld | W | L |
| ----------------- | --- | - | - |
| Hàn Quốc          | 7   | 7 | 0 |
| Trung Quốc        | 7   | 6 | 1 |
| Nhật Bản          | 7   | 5 | 2 |
| Philippines       | 7   | 3 | 4 |
| CHDCND Triều Tiên | 7   | 3 | 4 |
| Kuwait            | 7   | 2 | 5 |
| Malaysia          | 5   | 2 | 5 |
| Ấn Độ             | 7   | 0 | 7 |

| 26 tháng 11 |  | Hàn Quốc | 106–70 | Kuwait |  | Jawaharlal Nehru Stadium, Delhi |

| 26 tháng 11 |  | Nhật Bản | 67–59 | Malaysia |  | Jawaharlal Nehru Stadium, Delhi |

| 26 tháng 11 |  | Philippines | 108–100 | Ấn Độ |  | Jawaharlal Nehru Stadium, Delhi |

| 26 tháng 11 |  | Trung Quốc | vs. | CHDCND Triều Tiên |  | Jawaharlal Nehru Stadium, Delhi |

| 27 tháng 11 |  | Hàn Quốc | 132–99 | Philippines |  | Jawaharlal Nehru Stadium, Delhi |

| 27 tháng 11 |  | Trung Quốc | vs. | Nhật Bản |  | Jawaharlal Nehru Stadium, Delhi |

| 27 tháng 11 |  | Kuwait | vs. | Malaysia |  | Jawaharlal Nehru Stadium, Delhi |

| 27 tháng 11 |  | CHDCND Triều Tiên | vs. | Ấn Độ |  | Jawaharlal Nehru Stadium, Delhi |

| 28 tháng 11 |  | Nhật Bản | 109–91 | Philippines |  | Jawaharlal Nehru Stadium, Delhi |

| 28 tháng 11 |  | Trung Quốc | 104–4? | Malaysia |  | Jawaharlal Nehru Stadium, Delhi |

| 28 tháng 11 |  | Hàn Quốc | 92–84 | CHDCND Triều Tiên |  | Jawaharlal Nehru Stadium, Delhi |

| 28 tháng 11 |  | Kuwait | 73–61 | Ấn Độ |  | Jawaharlal Nehru Stadium, Delhi |

| 29 tháng 11 |  | Hàn Quốc | 91–90 | Nhật Bản |  | Jawaharlal Nehru Stadium, Delhi |

| 29 tháng 11 |  | Trung Quốc | 94–58 | Kuwait |  | Jawaharlal Nehru Stadium, Delhi |

| 29 tháng 11 |  | CHDCND Triều Tiên | 81–66 | Malaysia |  | Jawaharlal Nehru Stadium, Delhi |

| 30 tháng 11 |  | Hàn Quốc | 97–88 | Ấn Độ |  | Jawaharlal Nehru Stadium, Delhi |

| 30 tháng 11 |  | Trung Quốc | vs. | Philippines |  | Jawaharlal Nehru Stadium, Delhi |

| 1 tháng 12 |  | Nhật Bản | 90–79 | CHDCND Triều Tiên |  | Jawaharlal Nehru Stadium, Delhi |

| 1 tháng 12 |  | Malaysia | 78–72 | Ấn Độ |  | Jawaharlal Nehru Stadium, Delhi |

| 1 tháng 12 |                              | Philippines | 80–78 | Kuwait |  | Jawaharlal Nehru Stadium, Delhi |
| 1 tháng 12 | Điểm giữa hiệp: 37-19, 43-59 |             |       |        |  | Jawaharlal Nehru Stadium, Delhi |

| 2 tháng 12 |  | Trung Quốc | 120–94 | Ấn Độ |  | Jawaharlal Nehru Stadium, Delhi |

| 2 tháng 12 |  | Philippines | 82–77 | CHDCND Triều Tiên |  | Jawaharlal Nehru Stadium, Delhi |

| 2 tháng 12 |  | Hàn Quốc | 94–66 | Malaysia |  | Jawaharlal Nehru Stadium, Delhi |

| 2 tháng 12 |  | Nhật Bản | 79–54 | Kuwait |  | Jawaharlal Nehru Stadium, Delhi |

| 3 tháng 12 |  | Malaysia | 84–70 | Philippines |  | Jawaharlal Nehru Stadium, Delhi |

| 3 tháng 12 |  | Nhật Bản | 74–70 | Ấn Độ |  | Jawaharlal Nehru Stadium, Delhi |

| 3 tháng 12 |  | CHDCND Triều Tiên | 86–81 | Kuwait |  | Jawaharlal Nehru Stadium, Delhi |

| 3 tháng 12 |                              | Hàn Quốc | 85–84 | Trung Quốc |  | Jawaharlal Nehru Stadium, Delhi |
| 3 tháng 12 | Điểm giữa hiệp: 46-42, 39-42 |          |       |            |  | Jawaharlal Nehru Stadium, Delhi |

#### Vòng loại cuối cùng
| Hạng | Đội                                  |
| ---- | ------------------------------------ |
|      | Hàn Quốc                             |
|      | Trung Quốc                           |
|      | Nhật Bản                             |
| 4    | Philippines                          |
| 5    | CHDCND Triều Tiên                    |
| 6    | Kuwait                               |
| 7    | Malaysia                             |
| 8    | Ấn Độ                                |
| 9    | Iraq                                 |
| 10   | Bahrain                              |
| 11   | Các Tiểu vương quốc Ả Rập Thống nhất |
| 12   | Nam Yemen                            |
| 13   | Bắc Yemen                            |

### Nữ

#### Vòng loại
| Đội               | Pld | W | L |
| ----------------- | --- | - | - |
| Trung Quốc        | 4   | 4 | 0 |
| Hàn Quốc          | 4   | 3 | 1 |
| Nhật Bản          | 4   | 2 | 2 |
| CHDCND Triều Tiên | 4   | 1 | 3 |
| Ấn Độ             | 4   | 0 | 4 |

| 21 tháng 11 |  | CHDCND Triều Tiên | 103–59 | Ấn Độ |  | Jawaharlal Nehru Stadium, Delhi |

| 21 tháng 11 |  | Hàn Quốc | 93–76 | Nhật Bản |  | Jawaharlal Nehru Stadium, Delhi |

| 23 tháng 11 |  | Trung Quốc | 125–48 | Ấn Độ |  | Jawaharlal Nehru Stadium, Delhi |

| 24 tháng 11 |  | Nhật Bản | 85–76 | CHDCND Triều Tiên |  | Jawaharlal Nehru Stadium, Delhi |

| 25 tháng 11 |  | Hàn Quốc | 127–56 | Ấn Độ |  | Jawaharlal Nehru Stadium, Delhi |

| 26 tháng 11 |  | Nhật Bản | 94–40 | Ấn Độ |  | Jawaharlal Nehru Stadium, Delhi |

| 28 tháng 11 |  | Hàn Quốc | 93–62 | CHDCND Triều Tiên |  | Jawaharlal Nehru Stadium, Delhi |

| 29 tháng 11 |  | Trung Quốc | vs. | Nhật Bản |  | Jawaharlal Nehru Stadium, Delhi |

| 30 tháng 11 |                              | Trung Quốc | 101–62 | CHDCND Triều Tiên |  | Jawaharlal Nehru Stadium, Delhi |
| 30 tháng 11 | Điểm giữa hiệp: 54-38, 47-24 |            |        |                   |  | Jawaharlal Nehru Stadium, Delhi |

| 2 tháng 12 |  | Trung Quốc | 75–67 | Hàn Quốc |  | Jawaharlal Nehru Stadium, Delhi |

#### Vị trí cuối cùng
| Hạng | Đội               |
| ---- | ----------------- |
|      | Trung Quốc        |
|      | Hàn Quốc          |
|      | Nhật Bản          |
| 4    | CHDCND Triều Tiên |
| 5    | Ấn Độ             |